# 胶东道
胶东道，中华民国初期道。
1913年2月置，治所在福山县烟台（今山东省烟台市芝罘区）。属山东省。辖福山、蓬莱、栖霞、黄县、招远、莱阳、宁海（1914年1月改名牟平）、文登、荣成、海阳、掖县、平度、潍县、昌邑、胶县、高密、即墨、益都、临淄、乐安（1914年1月改名广饶）、寿光、昌乐、临朐、安丘、诸城、日照等县。辖区约当今山东省广饶、青州、临朐、安丘、诸城、五莲、日照等市县及以东地区，另有淄博市临淄区。1925年废。